# 黙想会
黙想会（もくそうかい）は、カトリック教会における黙想の会。
日常の生活環境や仕事から一定の期間離れて、自分の霊的生活に必要な決心をするために、孤独な場所に引きこもり、黙想、反省、祈りの時を過ごすことである。

## 概要
各地のカトリック教会において定期的に実施される。黙想の時間は教会によって様々で、数時間で終わるものから数日にまたがるもの、中には一カ月に及ぶものもある。最近ではオンライン形式を採用する教会も存在する。
一般的には、指導神父による講話を伴う場合が多い。
2021年4月28日にバチカン宮殿で行った一般謁見で教皇フランシスコは黙想について以下のように述べている。

キリスト者にとって、「黙想」とは一つの総括の探求であり、神の啓示の広大なページを前に、それを完全に要約しながら、自分たちのものとすることである。そして、キリスト者は神の御言葉に耳を傾けた後で、それを自分の中に閉じ込めておくことはない、なぜならその御言葉は「もう一冊の書」、「生活の書」と出会わなければならないからである。
--教皇フランシスコ

聖パウロ女子修道会（女子パウロ会）では、年に一回、8日間の黙想をするように会憲に定められている。また、ノートルダム女学院や聖和女子学院などカトリック系の学校においては、教育プログラムの中の一環として黙想会が取り入れられる場合がある。